# Place Jacob-Kaplan
La place Jacob-Kaplan est une voie située dans le quartier de la Chaussée-d'Antin du 9e arrondissement de Paris.

## Situation et accès
La place Jacob-Kaplan est desservie à proximité par la ligne 7 à la station Le Peletier.

## Origine du nom
Elle porte le nom de l'ancien Grand Rabbin de France de 1955 à 1994, Jacob Kaplan (1895-1994).

## Historique
La place est créée et prend sa dénomination actuelle en 2000 sur l'emprise des voies qui la bordent.